# Keszy-Harmath Sándor
Keszy-Harmath Sándor (Torda, 1926. március 14. – Kolozsvár, 1991. augusztus 5.) romániai magyar jogász, közgazdász, közgazdasági és demográfiai szakíró. Keszy-Harmath Vera apja.

## Életútja
Az erdélyi örmény Harmat család (eredeti örmény név: ts’vogh 'ցող') leszármazottja.  
Középiskoláit Kolozsvárt a Római Katatolikus Főgimnáziumban (1945), felsőbb tanulmányait a Bolyai Tudományegyetem jogi és közgazdasági karán (1949) végezte. A Móricz Zsigmond Kollégium tagja volt. A Bolyai Tudományegyetem politikai gazdaságtani tanszékén asszisztens, majd lektor, tagja az időszerű gazdasági kérdéseket kutató csoportnak, 1957-től Marosvásárhelyen a Tartományi Néptanács tervosztályán dolgozott, majd miután A Magyar Autonóm Tartomány gazdasági monográfiája szerkesztőjeként irredentizmussal és szeparatizmussal vádolva állásából eltávolították, 1960-tól az 5. számú Autójavító Vállalat munkaszervezési osztályát vezette, 1971-től a Kolozs megyei Tervező és Kutató Intézet területrendezési részlegének főközgazdászaként működött.

## Munkássága
Első írása 1947-ben jelent meg a Világosságban. Az Igazság, Romániai Magyar Szó, illetve az Előre, Vörös Zászló, Vörös Lobogó napilapok, a Korunk, Probleme Economice, Viața Economică folyóiratok munkatársa. Feleségével, K. Moravszky Edittel közösen elemezte A kalotaszegi egykéről című tanulmányban (Korunk, 1957/6) négy Kolozs megyei község népmozgalmi adatait.
Gyűjteményes kötetekben tudományos közleményei jelentek meg, így a reálbér kérdéseiről A munkatermelékenység kérdései a vasúti Főműhelyekben (1948) s az értéktörvény helyes felhasználásának egyes feltételeiről a szocialista iparvállalatokban, továbbá a jegyrendszer megszüntetésének jelentőségéről az Időszerű közgazdasági kérdések (1955) című gyűjteményes kötetben; utóbbi német fordításban is (1956). A Népgazdasági Tanulmányok című gyűjtemény (1957) a reálbérek alakulását meghatározó tényezőkről írt dolgozatot közölte, melyet Huszár Andor társszerzővel írt. A Változó valóság című kötet (1978) szociográfiai tanulmányai között pedig Népesedési kérdések Kalotaszegen című alapvető feldolgozásával szerepelt, melyben az egykevidék kérdésére visszatérve a születéskorlátozásnak az eltartottsági teher növekedésében s az életszínvonal csökkenésében megnyilvánuló következményeit mérte fel. Tanulmányaival részt vett a Helsinkiben (1981) és Budapesten (1983) megtartott európai szociológiai kongresszusokon; utóbbin Dimitrie Gusti szociológiai iskolájának és módszereinek a falusi területek övezetesítésében való felhasználásáról értekezett. A Kolozs Megyei Tervező és Kutató Intézet keretében a következő tervek főnöke volt: Kolozs megye városainak fejlődése a következő húsz évben; A falusi települések fejlesztésének kérdései Kolozs megyében; A jövőbeni városok hálózata Kolozs megyében; A kisipar fejlesztését szolgáló nyersanyagok azonosítása. A Babeș–Bolyai Egyetemmel közösen dolgozott a Nyugati Szigethegység komplex fejlesztési tervén.

## Kötete
- Kizsákmányolás a tőkés Dermatában. (Kohn Hillel vezette munkaközösséggel, Kolozsvár, 1953).